# Polycyrtus nigrotibialis
Polycyrtus nigrotibialis är en stekelart som beskrevs av Szepligeti 1916. Polycyrtus nigrotibialis ingår i släktet Polycyrtus och familjen brokparasitsteklar. Inga underarter finns listade i Catalogue of Life.